# Jamuna
Jamuna  è una caratteristica di albedo della superficie di Marte.